# Henriette Alimen
Marie-Henriette Alimen, née le 22 juin 1900 et morte le 31 mars 1996 , est une paléontologue et géologue française.
Elle enseigne au Musée de l'Homme et devient présidente de la Société géologique de France. Sa carrière s'est principalement concentrée sur la géologie quaternaire en France et en Afrique lors de ses travaux au Centre national de la recherche scientifique (CNRS). Elle reçoit les distinctions de chevalière de la Légion d'honneur, de commandeure de l'Ordre des Palmes Académiques et de chevalière des Arts et des Lettres.

## Formation
Henriette Alimen obtient un diplôme en sciences naturelles puis un doctorat en 1936. C'est l'une des premières femmes à soumettre une thèse pour un doctorat dans le domaine de la préhistoire. Sa thèse, intitulée Étude sur le Stampien du Bassin de Paris, remporte le Prix Auguste Viquesnel de la Société géologique de France.

## Carrière
Alimen enseigne ensuite la géologie quaternaire au musée de l'Homme à Paris de 1946 à 1956. En 1948, elle intègre le Centre national de la recherche scientifique, étudiant la géologie quaternaire des Pyrénées et du Sahara. Elle enseigne également à l'École normale supérieure de Fontenay-aux-Roses.
Elle dirige ensuite le Laboratoire du Géologie Quaternaire pour le CNRS à Paris, continuant à étudier la géologie quaternaire dans les deux régions. À la suite de sa retraite du Centre national de la recherche scientifique, elle devient présidente de la Société géologique de France. Elle est également présidente de la Société préhistorique française en 1946 et à nouveau en 1960. Elle publie deux livres chez l'éditeur Boubée, dont Atlas de Préhistoire (1950) et La Préhistoire de l'Afrique (1955).
L'Académie française lui décerne le prix d’Académie en 1956 et le prix Nicolas Missarel en 1964.
Pour ses contributions, elle est nommée chevalière de la Légion d'honneur, commandeure des Palmes Académiques et chevalière des Arts et des Lettres. Elle remporte le prix Albert Gaudry de la Société géologique de France en 1981. En 2022, cette dernière lui rend hommage en attribuant son nom à la Salle de lecture rénovée de sa bibliothèque

## Distinctions
- Chevalière de la Légion d'honneur[Quand ?]
- Commandeure de l'ordre des Palmes académiques[Quand ?]
- Chevalière de l'ordre des Arts et des Lettres[Quand ?]